# Seu central de la Caixa Sabadell
La Seu central de la Caixa Sabadell és un edifici modernista propietat de la Caixa d'Estalvis de Sabadell situat al carrer de Gràcia, 17, de Sabadell. Fou projectat per l'arquitecte Jeroni Martorell entre els anys 1905 i 1915.

## Història
L'any 1902, i davant del creixement que experimentava l'entitat, es va adquirir un solar al centre de Sabadell, on es va edificar el que és la seu central actual, que es coneix amb el nom d'El palau de l'estalvi, i que es va inaugurar el 1916. La seu central, de la qual el rei Alfons XIII va posar la primera pedra, constitueix una joia de l'art modernista.
Les obres van començar el 1906. Dos anys més tard, amb l'estructura acabada, es van començar els treballs de decoració interior. El 1910 les obres es van aturar parcialment, a causa de la construcció paral·lela de l'Escola Industrial d'Arts i Oficis, que posteriorment i fins al dia d'avui és la seu de l'Obra Social Caixa Sabadell. El 1916, però, la major part dels serveis de la Caixa de Sabadell es desenvoluparen al nou edifici.

## Arquitectura
La façana de l'edifici s'estructura en tres cossos. El central, més elevat i amb el pla de la façana desplaçat, destaca sobre els laterals que tenen molta menys decoració i una acusada horitzontalitat i sobrietat. De l'edifici, en destaquen la seva simbologia, els vitralls, els esgrafiats amb motius florals i simbòlics.
A l'interior, l'actual pati d'operacions va ser concebut per Jeroni Martorell com un ampli vestíbul, tancat a nivell dels pilars. A un costat se situava la biblioteca i a l'altra les oficines d'atenció als clients. Els capitells de les columnes són esculpits amb roses i gira-sols. Al fons del vestíbul s'obre pas al pati Turull, un espai de dimensions considerables i planta quadrada, cobert per una gran claraboia. Les columnes són, probablement, obra de l'escultor J.M. Bernadas, amb un monument a Pere Turull (primer negociant de llanes de la ciutat, membre del gremi de fabricants i alcalde de la ciutat que va liderar la iniciativa que va conduir a la formació de l'entitat), de Manuel Fuxà i Leal i Ismael Smith.

## Galeria d'imatges

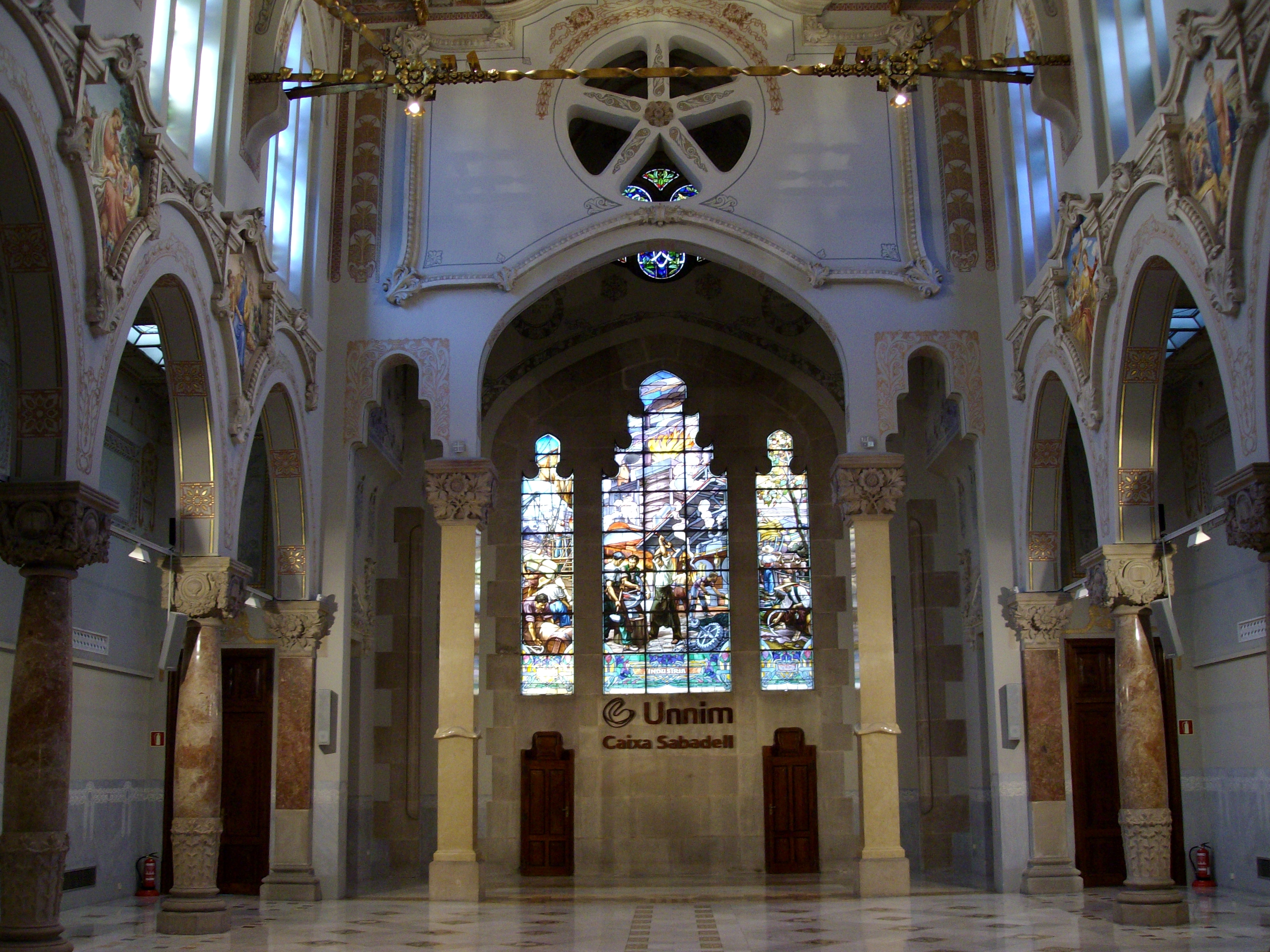
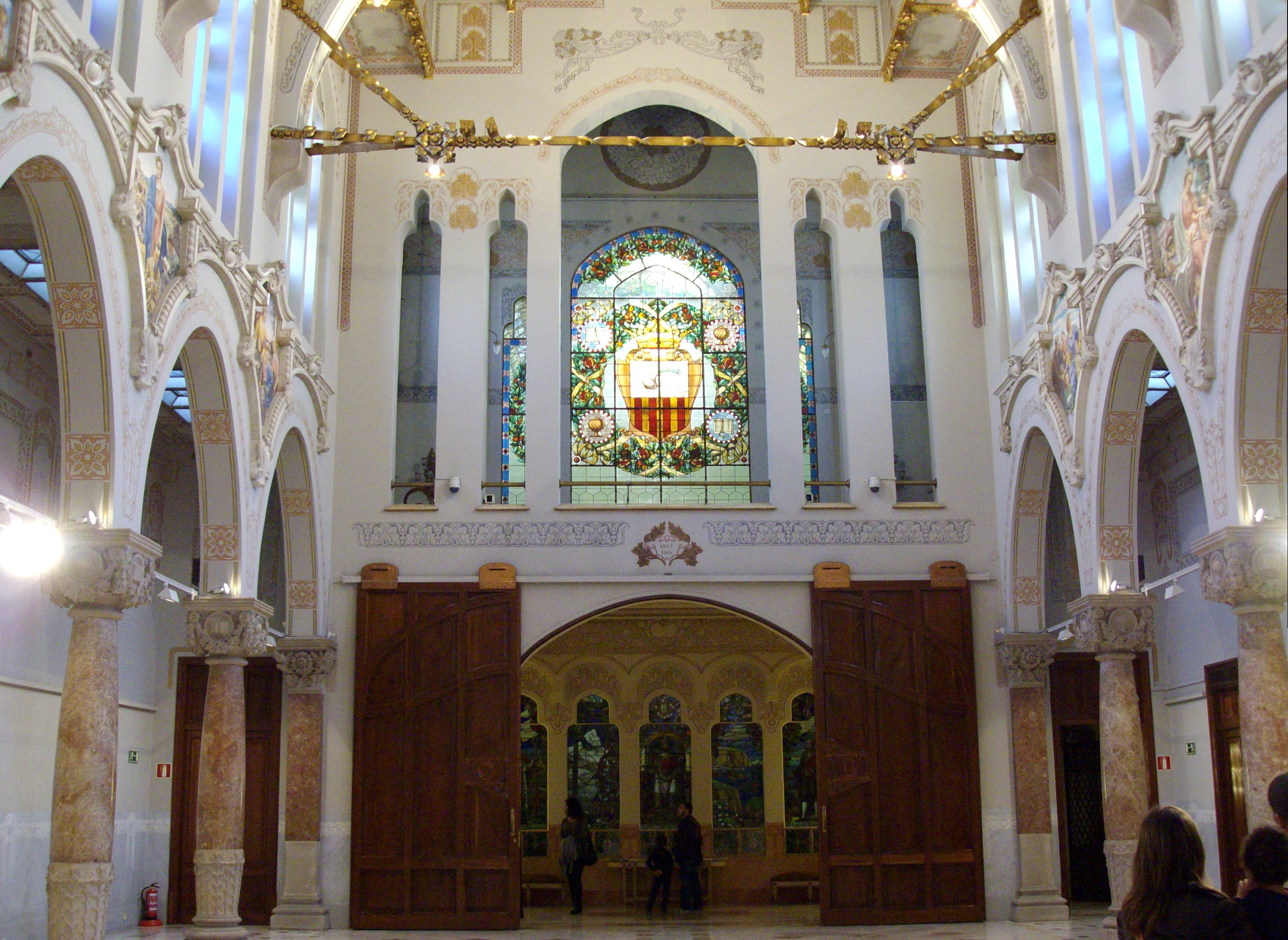
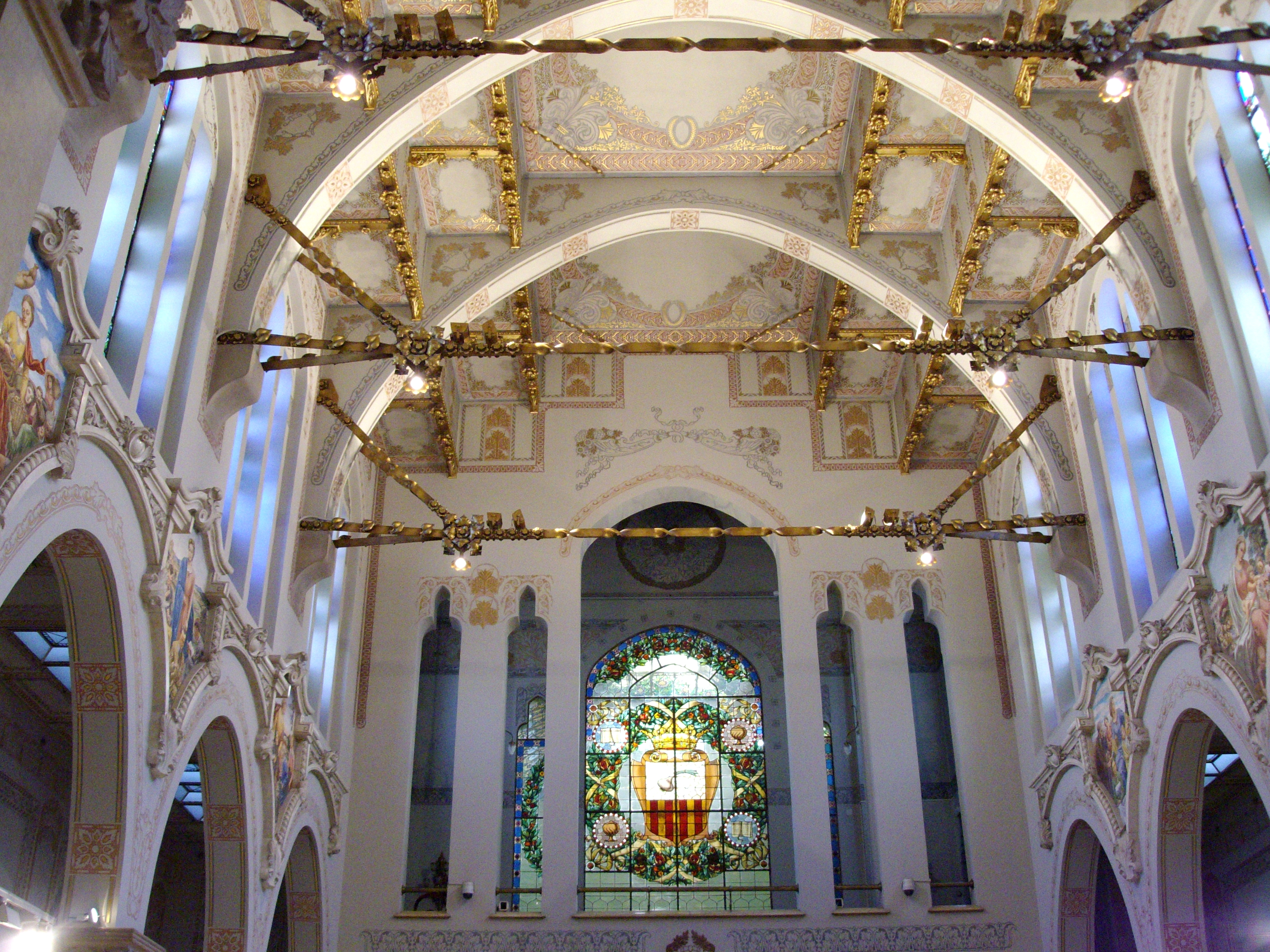
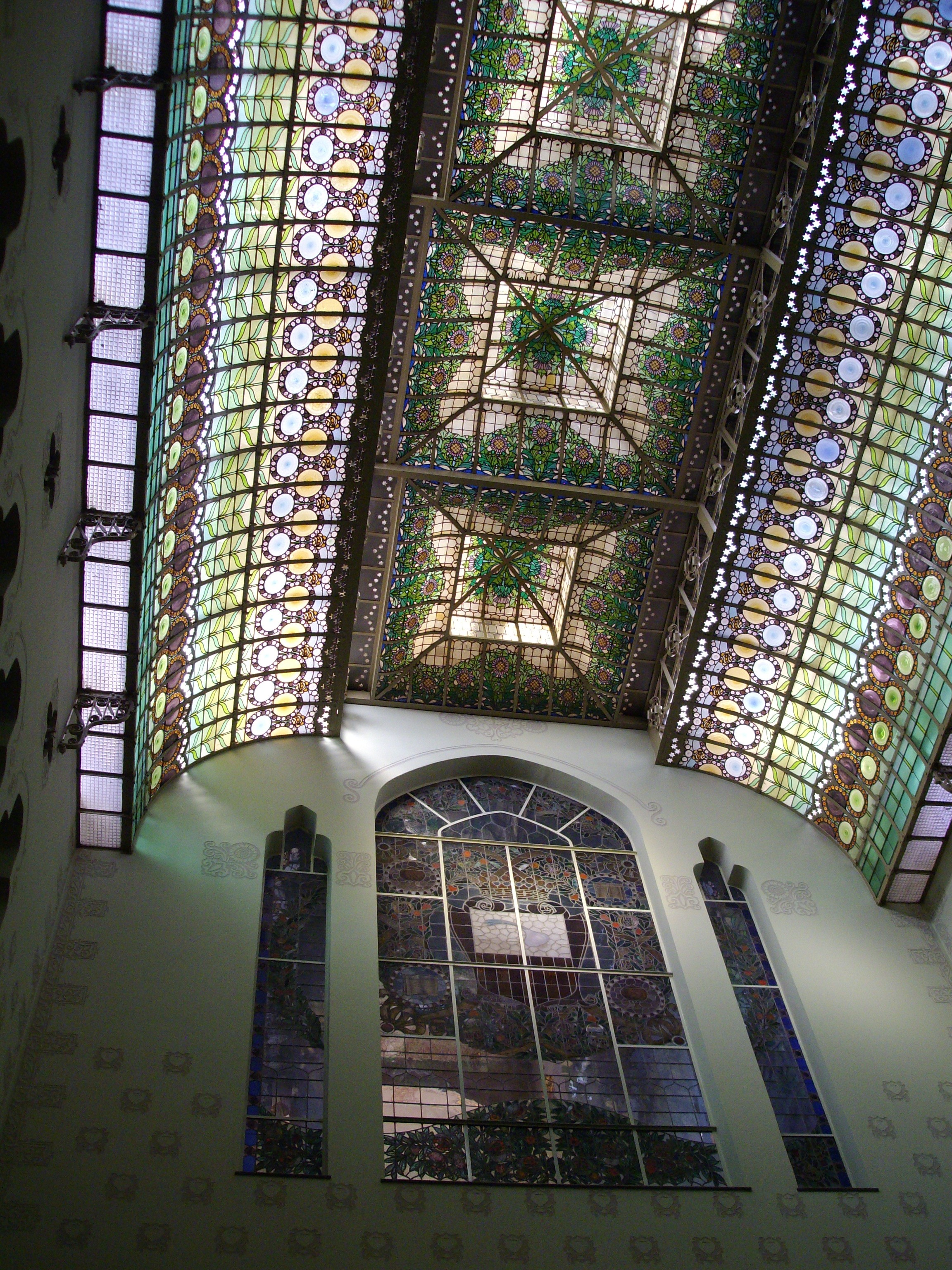

- Saló modernista, vista anterior
- Saló modernista, vista posterior
- Saló modernista, sostre
- Pati Turull, claraboia de vitralls